# Nezih Bey
Nezih Bey (Karadeniz Powership 52, KPS52) — плавуча електростанція, створена на замовлення турецької компанії Karadeniz Energy (входить до складу Karadeniz Holding).

## Характеристики
Судно спорудили як Maersk Forwarder у 1992 році на норвезькій верфі Ulstein Verft в Ульштейні для данської групи Maersk. Воно призначалось для використання у нафтогазовій сфері та мало виконувати функції офшорного судна постачання/судна для заведення якорів.
В 2016-му судно продали турецькій Karadeniz Holding, яка в кінці 2000-х почала формування першого в світі флоту плавучих електростанцій. Останні мають надавати послуги країнам, що потерпають від енергодефіциту, на період до спорудження останніми постійних генеруючих потужностей. Судно перейменували в Nezih Bey та переобладнали в на стамбульській верфі Sedef Shipyard.
Nezih Bey оснастили 2 генераторними установками на основі двигунів внутрішнього згоряння MAN 18V51/60DF потужністю по 18,5 МВт. Із виглядом судна після перобладнання можливо ознайомитись за цим відео.

## Служба судна
Першим завданням для Nezih Bey стала робота за контрактом із індонезійською державною електроенергетичною компанією PT Perusahaan Listrik Negara. У червні 2018-го судно прибуло до острова Сулавесі, де почало роботу у Горонтало (південне узбережжя північно-східного півострова Сулавесі).